# Léon-Étienne Duval
Léon-Étienne Duval (Chênex, 9 novembre 1903 – Algeri, 30 maggio 1996) è stato un cardinale e arcivescovo cattolico francese, arcivescovo di Algeri dal 1954 al 1988.

## Biografia
Nacque a Chênex il 9 novembre 1903.
Papa Paolo VI lo elevò al rango di cardinale nel concistoro del 22 febbraio 1965.
Partecipò alle prime tre sessioni del Concilio Vaticano II in veste di vescovo e alla quarta in veste di cardinale.
Partecipò al conclave dell'agosto 1978 che elesse Giovanni Paolo I e a quello dell'ottobre 1978 che elesse Giovanni Paolo II.
Morì il 30 maggio 1996 all'età di 92 anni. I suoi funerali si svolsero nella Basilica di Notre-Dame d'Afrique di Algeri il 2 giugno, insieme a quelli dei sette monaci di Tibhirine assassinati.

## Genealogia episcopale e successione apostolica
La genealogia episcopale è:
- Cardinale Scipione Rebiba
- Cardinale Giulio Antonio Santori
- Cardinale Girolamo Bernerio, O.P.
- Arcivescovo Galeazzo Sanvitale
- Cardinale Ludovico Ludovisi
- Cardinale Luigi Caetani
- Cardinale Ulderico Carpegna
- Cardinale Paluzzo Paluzzi Altieri degli Albertoni
- Papa Benedetto XIII
- Papa Benedetto XIV
- Papa Clemente XIII
- Cardinale Giovanni Francesco Albani
- Cardinale Carlo Rezzonico
- Cardinale Antonio Dugnani
- Arcivescovo Jean-Charles de Coucy
- Cardinale Gustave-Maximilien-Juste de Croÿ-Solre
- Vescovo Charles-Auguste-Marie-Joseph Forbin-Janson
- Cardinale François-Auguste-Ferdinand Donnet
- Arcivescovo Jean-Emile Fonteneau
- Vescovo Charles-Evariste-Joseph Coeuret-Varin
- Vescovo Joseph Rumeau
- Vescovo Jean-Camille Costes
- Vescovo Auguste-Léon-Alexis Cesbron
- Cardinale Léon-Étienne Duval

La successione apostolica è:
- Vescovo Gaston-Marie Jacquier (1961)
- Arcivescovo Michel Callens, M.Afr. (1965)
- Vescovo Jean Baptiste Joseph Scotto (1970)
- Arcivescovo Henri Antoine Marie Teissier (1973)
- Vescovo Pierre Lucien Claverie, O.P. (1981)